# كريستينا زامفير
كريستينا زامفير (بالرومانية: Cristina Zamfir)‏ مواليد 29 سبتمبر 1989 في رومانيا، هي لاعبة كرة يد رومانية تلعب كظهير أيسر. مثلت منتخب رومانيا لكرة اليد للسيدات.

## سجل المنافسة
شاركت في البطولات التالية:
- بطولة أوروبا لكرة اليد للسيدات 2014
- بطولة أوروبا لكرة اليد للسيدات 2016

## الإنجازات
- الدوري الروماني لكرة اليد للسيدات:
  - الميدالية البرونزية: 2010

## روابط خارجية
- كريستينا زامفير على موقع الاتحاد الأوروبي لكرة اليد (الإنجليزية)